# Jan (jezioro)
Jan (niem. Grune Aue See) – jezioro rynnowe w Polsce położone w województwie zachodniopomorskim, w powiecie choszczeńskim, w gminie Pełczyce.
Akwen położony jest pośród użytków rolnych na Pojezierzu Choszczeńskim, około 1 km na wschód od miejscowości Płotno.